# Битва під Новгородом-Сіверським (1604)
Битва під Новгородом-Сіверським або битва в урочищі Узруй — перша велика битва Лжедмитрія I з військами Московського царства.

## Передісторія
Лжедмитрій I, який користувався таємною підтримкою польського короля Сигізмунда III, на чолі найманого війська польсько-литовських шляхтичів перейшов кордон Московського царства і захопив першу невелику фортецею — Морівський острог. Під його прапори почали стікатися багато жителів українських земель, які повірили в те, що Дмитро — «законний государ». Самозванцю вдалося заволодіти Черніговом, Путивлем та іншими містами неспокійної Сіверської землі. До табору Лжедмитрія перебіг з казною дяк Богдан Сутупов, посланий Борисом Годуновим в сіверські міста.

## Облога Новгорода-Сіверського
Єдиним містом, що чинило завзятий опір військам Лжедмитрія, став Новгород-Сіверський, в якому перебували воєводи Микита Трубецькой і Петро Басманов з гарнізоном близько 1500 чоловік і кількома важкими гарматами. Саме другий воєвода Басманов відзначився енергією і знанням справи, ставши фактичним керівником. За його розпорядженням спалили посад, щоб полякам ніде було сховатися від листопадових холодів. 11 (21) листопада почалася облога дерев'яної фортеці, через три дні було зроблено перший штурм, але поляки відступили, втративши 50 осіб. Всі спроби підпалити фортеця або пробити в стіні пролом виявилися марними. В ніч з 17 (27) листопада на 18 (28) листопада 1604 року гарнізону Новгорода-Сіверського вдалося відбити генеральний штурм Лжедмитрія I з великою втратою для нападників. Після цього Лжедмитрій почав нарікати на поляків і в його стані ледь не розпочався відкритий конфлікт.

## Польовий бій
Втім, військо самозванця, а також підконтрольна йому територія продовжували зростати. Його владу визнавали все нові міста і волості. На допомогу Басманову цар Борис Годунов направив велику армію під командуванням князя Федора Мстиславського. Вона складалася з 25 тисяч служивих людей, однак з бойовими холопами налічувала, ймовірно, близько 40 тисяч осіб. Армія Лжедмитрія I складалася з 15 тисяч чоловік, але незважаючи на меншу чисельність перехопила військову ініціативу. 21 (31) грудня 1604 року почалася битва в урочищі Узруй під Новгородом-Сіверським. Польські роти гусар відкинули праве крило московської армії на чолі з воєводою Дмитром Шуйський, яке, відступаючи, змішалося з центром, завертаючи ворогам у тил. За словами французького найманця Жака Маржерета, що брав участь у битві на боці царських військ, але пізніше перейшов на бік самозванця, атаку кавалерії очолював особисто Лжедмитрій I. Одна з гусарських рот, слідуючи за відступавшими, повернула вправо і несподівано опинилася в розташуванні ставки Мстиславського. У загальній колотнечі гусари збили з коня Мстиславського і завдали йому кілька ударів по голові, однак князь був врятований підоспілими стрільцями на чолі з Михайлом Шеїним. Гусарська рота повернула назад, але її значна частина разом з капітаном Домарацьким потрапила в полон.
В результаті цього відважного і непотрібного рейду керівництво військами було порушено і московські полки поспішно відступили до свого обозу, який стояв біля лісу. Від остаточного розгрому військо Мстиславського врятувала неузгодженість дій польських командирів, які не підтримали атаку головних сил. Завдяки контрудару одного з стрілецьких полків, поляки були змушені припинити переслідування відступаючої московської армії, що допомогло царським воєводам уникнути великих втрат. За перебільшеним польським даними загинуло близько 4 тисяч московитів, при цьому поляки вказували московитів по обидві сторони конфлікту.

## Наслідки
Царське військо швидко оговталося від невдачі і, відступивши до Стародубу, збільшило свою чисельність до 50 тисяч чоловік. Вже в січні 1605 року воно здобуло перемогу над військом Лжедмитрія I в битві поблизу Добринич.